# Murtede
Murtede is een plaats (freguesia) in de Portugese gemeente Cantanhede en telt 1 530 inwoners (2001).